# Estação Hato Rey
A Estação Hato Rey é uma das estações do Trem Urbano de San Juan, situada em San Juan, entre a Estação Sagrado Corazón e a Estação Roosevelt. É administrada pela Alternate Concepts Inc..
Foi inaugurada em 17 de dezembro de 2004. Localiza-se na Avenida Arterial B. Atende os bairros de Hato Rey Central e Hato Rey Norte.